# Anthony Brea
Anthony José Brea Salazar (* 3. Februar 1983) ist ein ehemaliger venezolanischer Radrennfahrer.

## Sportliche Laufbahn
In den Jahren 2005 und 2006 schaffte Anthony Brea mehrere Podiumsplatzierungen bei Etappen der Vuelta Ciclista Aragua, der Venezuela-Rundfahrt und beim Clásico Ciclístico Banfoandes. Ab 2007 fuhr er für das venezolanische Professional Continental Team Serramenti PVC Diquigiovanni. Bei der Vuelta al Táchira wurde er einmal Etappenzweiter, und bei der Kuba-Rundfahrt konnte er drei Etappen für sich entscheiden. 2008 beendete er seine Radsportlaufbahn, startete aber 2012 nochmals bei der Vuelta a Venezuela und wurde 90. in der Gesamtwertung.

## Erfolge
2007
- drei Etappen Kuba-Rundfahrt
- eine Etappe Vuelta Lider
- eine Etappe Volta do Rio de Janeiro

2008
- eine Etappe Vuelta al Táchira

## Teams
- 2007 Serramenti PVC Diquigiovanni